# We Are the Void
We Are the Void ist das neunte Studioalbum der schwedischen Melodic-Death-Metal-Band Dark Tranquillity. Es ist am 26. Februar 2010 via Century Media erschienen. Es ist das einzige Studioalbum mit dem Bassisten Daniel Antonsson, der seinen an Diabetes erkrankten Vorgänger Michael Nicklasson ersetzte.

## Entstehung
Nach dem Ende der Tournee zum Vorgängeralbum Fiction verspürte die Band laut Sänger Mikael Stanne „viel kreative Energie“, so dass die Band sofort mit dem Ausarbeiten neuer Lieder beschäftigte. Die beiden Gitarristen und Hauptsongwriter Niklas Sundin und Martin Henriksson fielen jedoch nach kurzer Zeit in ein kreatives Loch. Aus der Not heraus arbeitete die Band erstmals seit vielen Jahren gemeinsam im Proberaum an neuen Ideen.
Unmittelbar vor den Aufnahmen zum neuen Album baute der Keyboarder Martin Brändström sein „Rogue-Music“-Studio in Göteborg komplett um. Eine Besonderheit im umgebauten Studio stellt die Aufnahmekabine dar, die frei im Raum schwebt, damit die Schallwellen nicht auf die angrenzenden Wohnungen übertragen werden. Im Sommer 2009 entstanden innerhalb von sieben Wochen 15 Lieder, von denen elf für das neue Album verwendet wurden.
Das Schlagzeug wurde in den „Gothenburg Rock Studios“ in Mölndal, dem Studio des neuen Bassisten Daniel Antonsson, aufgenommen. Die restlichen Instrumente und der Gesang wurden im Studio „Rogue Music“ aufgenommen. Die Aufnahmen begannen am 28. August 2009. Während der Studioarbeit wurde von Anders Björler (Gitarrist der Bands At the Gates und The Haunted) ein Making-of-Video gedreht.
Gemischt und gemastert wurde We Are the Void vom dänischen Produzenten Tue Madsen. Im Gegensatz zu früheren Alben wurde das Cover nicht von Niklas Sundin entworfen. Zwischen dem Ende der Aufnahmen und dem Abgabetermin lag nur wenig Zeit, so dass Sundin die Aufgabe abgab.
Für das Lied „Shadow in Our Blood“ wurde ein Musikvideo gedreht. Produziert wurde das Video von der finnischen Firma Vasara Films, die auch schon die im Vorjahr erschienene DVD Where Death Is Most Alive produzierte. Gedreht wurde das Video innerhalb von 15 Stunden in einem finnischen Wald.

## Hintergrund
In einem Interview mit dem deutschen Magazin Rock Hard erklärte Sänger Mikael Stanne, dass das Grundthema des Albums die Abgründe und die „Leere in uns allen“ sei. Stanne erklärte, dass die Menschen häufig versuchen, weil sie es nicht besser wissen, diese Leere mit unzähligen dummen Dingen zu füllen.
In den Texten hat sich Stanne erstmals in der Karriere von Dark Tranquillity mit den Themen Leben und Tod beschäftigt. Nach über 20 Jahren Bandgeschichte wollte Stanne in seinen Texten erstmals ernsthafte Themen aufgreifen. Als Inspiration las Stanne zahlreiche Gedichte skandinavischer Dichter.

„Ich wollte herausfinden, was die Dichter aus grauenhaften, schmerzhaften Themen mit wirklich schönen Wörtern machen. Ich bevorzuge es, sich mit diesen Themen auseinanderzusetzen, anstatt sie einfach als Schicksal abzutun. Oder zu sagen „ Er ist nun an einem besseren Ort etc.““

„The Fatalist“ handelt von der in Skandinavien verbreiteten Angewohnheit, sich selbst aufzugeben. Laut Mikael Stanne gibt es in Nordeuropa viele Menschen, die sich „in Selbstmitleid suhlen“ anstatt ihr Leben auf die Reihe zu bekommen.
Der Text von „Archangelsk“ wurde von der Geschichte der gleichnamigen russischen Stadt inspiriert. In früheren Zeiten war die Stadt im Winter durch die Kälte oft von der Außenwelt abgeschnitten, was zu einer Vielzahl von Selbstmordfällen führte. Für Stanne stellt der Text die Beschreibung des absoluten Tiefpunkts dar, bei dem ein Mensch des Sinn des Lebens verliert und depressiv wird.
Das abschließende Lied „Iridium“ wurde ursprünglich Mitte der 1990er Jahre geschrieben und wurde in den folgenden Jahren nicht verwendet, weil das Lied nie zu den anderen Liedern der Vorgängeralben passte. Für We are the Void wurde das Lied leicht umarrangiert und schließlich aufgenommen.

## Rezeption
We Are the Void wurde von der Fachpresse mit hervorragenden Kritiken versehen. Das deutsche Magazin Metal Hammer kürte We Are the Void zum „Album des Monats“. Laut Petra Schurer „beweist das Album, dass die Band selbst nach zwei Jahrzehnten in der Lage ist, sich innerhalb ihres selbst gesteckten stilistischen Rahmens weiterzuentwickeln“. Sie bewertete das Album mit sechs von sieben Punkten. Für Powermetal.de-Redakteur Alex Straka ist We Are the Void „ein verdammt starker Brocken, der so ziemlich alles auf dem Melo-Death-Sektor mal eben kaltlächelnd vernascht“. Straka vergab 9,5 von zehn Punkten.
Leichte Kritik übte Katharina Beck vom Onlinemagazin Metal.de. Zwar gestand sie der Band zu, dass sie wieder „ein starkes Album mit einigen Ohrwürmern“ parat hat, kritisierte aber, dass es „nicht genug ist, nur besser als der Rest zu sein“. Beck gab dem Album 8,5 von zehn Punkten. Boris Kaiser vom deutschen Magazin Rock Hard kritisierte die „über weite Strecken unangenehm vordergründigen Keyboards“ und gab dem Album 7,5 von zehn Punkten.

## Chartplatzierungen
| ChartsChartplatzierungen | Höchstplatzierung | Wochen |
| ------------------------ | ----------------- | ------ |
| Deutschland (GfK)        | 59 (1 Wo.)        | 1      |
| Schweden (GLF)           | 9 (5 Wo.)         | 5      |
| Schweiz (IFPI)           | 70 (1 Wo.)        | 1      |

## Versionen
Das Album erscheint als reguläre CD, als Download sowie im limitierten Digipak. Die Digipak-Version enthält als Bonus die Lieder „Stars of Nothingness“ und „To Where Fires Cannot Feed“ sowie eine DVD. Die DVD enthält den kompletten Studioreport auf Video, ein Making of des „Shadow in Our Blood“-Videos sowie neben den Liedern „ThereIn“ und „Final Resistance“ den Trailer der DVD Where Death Is Most Alive.